# Martin Ferrero
Martin „Marty“ Ferrero (* 29. September 1947 in Brockport, Monroe County) ist ein US-amerikanischer Schauspieler.

## Karriere
Ferrero besuchte das Schauspielhaus in Los Gatos, Kalifornien, bevor er im Jahr 1979 anfing, in Hollywood-Produktionen als Schauspieler Fuß zu fassen. Er spielte in den verschiedenen Produktionen meist nur kleinere Nebenrollen; seine bekannteste dürfte die des vom Unglück verfolgten Anwalts Donald Gennaro in dem Kinofilm Jurassic Park aus dem Jahr 1993 sein.
In der Fernsehserie Miami Vice verkörperte er in der Pilotfolge den Mörder Trini DeSoto. In späteren Folgen der Serie trat er dann regelmäßiger in Erscheinung; allerdings war er dort als Informant Izzy Moreno zu sehen.
Weitere Gastauftritte hatte er unter anderem in Schnappt Shorty, Stop! Oder meine Mami schießt!, Akte X und Der Schneider von Panama.
Anfang der 2000er Jahre zog er sich weitestgehend vom Filmgeschäft zurück und tritt seither vor allem im Theater auf. Ferrero ist Mitglied der von ihm mitbegründeten Antaeus Company, einem Theaterensemble aus Los Angeles.

## Filmografie (Auswahl)
- 1981: Die unglaubliche Geschichte der Mrs. K. (The Incredible Shrinking Woman)
- 1981: Knightriders – Ritter auf heißen Öfen (Knightriders)
- 1981–1985: Polizeirevier Hill Street (Hill Street Blues, Fernsehserie, 5 Episoden)
- 1982: Eigentlich wollte ich zum Film (I Ought to Be in Pictures)
- 1984–1989: Miami Vice (Fernsehserie, 23 Episoden)
- 1986: Gung Ho
- 1986: Die gnadenlose Clique (Band of the Hand)
- 1986: Crime Story (Fernsehserie, 2 Episoden)
- 1986: Hummeln im Hintern (Modern Girls)
- 1987: Ein Ticket für Zwei (Planes, Trains & Automobiles)
- 1988: High Spirits
- 1990–1991: Shannons Spiel (Shannon's Deal, Fernsehserie, 9 Episoden)
- 1991: Oscar – Vom Regen in die Traufe (Oscar)
- 1992: Stop! Oder meine Mami schießt! (Stop! Or My Mom Will Shoot)
- 1993: Robin Hood Junior (Reckless Kelly)
- 1993: Jurassic Park
- 1995: Schnappt Shorty (Get Shorty)
- 1995: Heat
- 1998: Gods and Monsters
- 1998: The Naked Man
- 2000: Ali: An American Hero (Fernsehfilm)
- 2000: Air Bud 3 – Ein Hund für alle Bälle (Air Bud 3: World Pup)
- 2001: Der Schneider von Panama (The Tailor of Panama)
- 2011: CollegeHumor Originals (Fernsehserie, 1 Episode)